# Melampsora euphorbiae
Melampsora euphorbiae (Ficinus & C. Schub.) Castagne – gatunek grzybów z rzędu rdzowców (Pucciniales). Grzyb mikroskopijny, fitopatogen, wywołujący u roślin chorobę zwaną rdzą. 

## Systematyka i nazewnictwo
Pozycja w klasyfikacji według Index Fungorum: Melampsora, Melampsoraceae, Pucciniales, Incertae sedis, Pucciniomycetes, Pucciniomycotina, Basidiomycota, Fungi.
Po raz pierwszy zdiagnozował go w 1823 r. H.D.A. Ficinus nadając mu nazwę Xyloma euphorbiae. Obecną, uznaną przez Index Fungorum nazwę nadali mu C. Schubert i J.C. Castagne w 1843 r.
Synonimy:

- Caeoma helioscopiae (Pers.) Schltdl. 1824
- Erysibe helioscopiae (Pers.) Wallr. 1833
- Lecythea euphorbiae Lév. 1847
- Melampsora euphorbiae (Ficinus & C. Schub.) Castagne 1843 f. euphorbiae
- Melampsora euphorbiae f. euphorbiae-peplidis Thüm. 1879
- Melampsora euphorbiae f. euphorbiae-prunifoliae Thüm. 1879
- Melampsora euphorbiae (Ficinus & C. Schub.) Castagne 1843 var. euphorbiae
- Melampsora euphorbiae var. euphorbiae-dulcis (G.H. Otth) U. Braun 1982
- Melampsora euphorbiae-cyparissiae W. Muell. 1907
- Melampsora euphorbiae-dulcis G.H. Otth 1869
- Melampsora euphorbiae-gerardianae W. Muell. 1907
- Melampsora gelmii Bres. 1897
- Melampsora helioscopiae (Pers.) G. Winter 188
- Melampsora ricini Pass. ex E.A. Noronha 1952
- Melampsora ricini Pass. 1873)
- Melampsorella ricini (Biv.) De Toni 1898
- Physonema ricini (Biv.) Lév. 1847
- Rhytisma euphorbiae Ficinus & C. Schub. 1823
- Uredo euphorbiae Rebent. 1804
- Uredo euphorbiae-helioscopiae Pers. 180
- Uredo euphorbiae-helioscopiae Pers. 180 var. euphorbiae-helioscopiae
- Uredo helioscopiae Pers. 1797
- Uredo ricini Biv., 1815
- Xyloma euphorbiae Ficinus & C. Schub. 1823

## Morfologia i rozwój
Na górnej powierzchni liści roślin porażonych przez M. euphorbiae powstają jasno żółte plamy, często otoczone ciemnoczerwonym obrzeżem. Plamy takie mogą powstawać także na łodygach i kwiatostanach. Na dolnej powierzchni liści powstają rdzawe skupiska urediniów Mają one średnicę 0,3-0,5 mm i zawierają włosowate wstawki. Główki wstawek mają średnicę 17,5 do 22,5 μm i bezbarwne ściany o grubości do 6,5 μm. Powstają w nich żółtopomarańczowe urediniospory o rozmiarach 17,5-21,5 (26,5) × 15,0-19,0 μm, niemal kuliste lub elipsoidalne, o ścianach drobnokolczastych grubości 1,5 do 2,5 μm. Pomiędzy urediniami powstają nieco później ciemnoszare telia. Jednokomórkowe teliospory mają długość od 27 do 55 μm i szerokość od 13 do 16 μm, i jasnobrązowe ścianki o grubości od 1,0 do 1,5 μm, na wierzchołkach do 2,5 μm

## Występowanie  i siedlisko
Melampsora euphorbiae  jest rozprzestrzeniona na wszystkich kontynentach poza Antarktydą. Pasożyt obligatoryjny roślin z rodzaju wilczomlecz (Euphorbia). Ponieważ niektóre gatunki tych roślin są uprawiane jako rośliny ozdobne (zwłaszcza wilczomlecz nadobny Euphorbia pulcherrima), patogen ten ma znaczenie gospodarcze. W Polsce odnotowano jego występowanie na następujących gatunkach wilczomleczy: Euphorbia amygdaloides. Euphorbia angulata, Euphorbia carpatica, Euphorbia cyparissias, Euphorbia dulcis, Euphorbia esula, Euphorbia exigua, Euphorbia falcata, Euphorbia helioscopia, Euphorbia lucida, Euphorbia palustris, Euphorbia peplus, Euphorbia platyphyllos, Euphorbia serrulata.